# Klippeneck (Naturschutzgebiet)
Das Klippeneck ist ein mit Verordnung vom 22. April 1996 durch das Regierungspräsidium Freiburg ausgewiesenes Naturschutzgebiet auf dem Gebiet der Gemeinde Denkingen.

## Lage
Das Naturschutzgebiet Klippeneck liegt an der Traufkante der Albhochfläche östlich von Denkingen und westlich des Segelflugplatzes Klippeneck. Es gehört zum Naturraum  Hohe Schwabenalb.

## Schutzzweck
Schutzzweck ist laut Schutzgebietsverordnung „die Erhaltung eines natürlichen waldfreien Sonderstandorts am Albtrauf bei Denkingen als einzigartiges erd - und landschaftsgeschichtliches Dokument; [als] Wuchsort einer seltenen Reliktflora aus der nacheiszeitlichen Wärmeiszeit [und als] Lebensraum für eine Vielzahl seltener und gefährdeter Pflanzenarten, Pflanzengesellschaften und Tierarten.“

## Landschaftscharakter
Es handelt sich um einen von Natur aus waldfreien Steilhang am Albtrauf. Die freiliegenden Weißjurafelsen bilden einen Lebensraum für zahlreiche spezialisierte Tier- und Pflanzenarten, wie den Amethyst-Schwingel. Unterhalb der Felswände befinden sich entsprechende Schutthalden. Der Steilhang liegt innerhalb verschieden ausgeprägte Waldgesellschaften.

## Zusammenhängende Schutzgebiete
Westlich grenzt das Landschaftsschutzgebiet Albtrauf zwischen Balgheim und Gosheim mit Dreifaltigkeitsberg, Klippeneck und Lemberg an. Das Naturschutzgebiet ist Bestandteil des FFH-Gebiets Großer Heuberg und Donautal sowie des Vogelschutzgebiets Südwestalb und Oberes Donautal und liegt im Naturpark Obere Donau.